# Beth Reekles

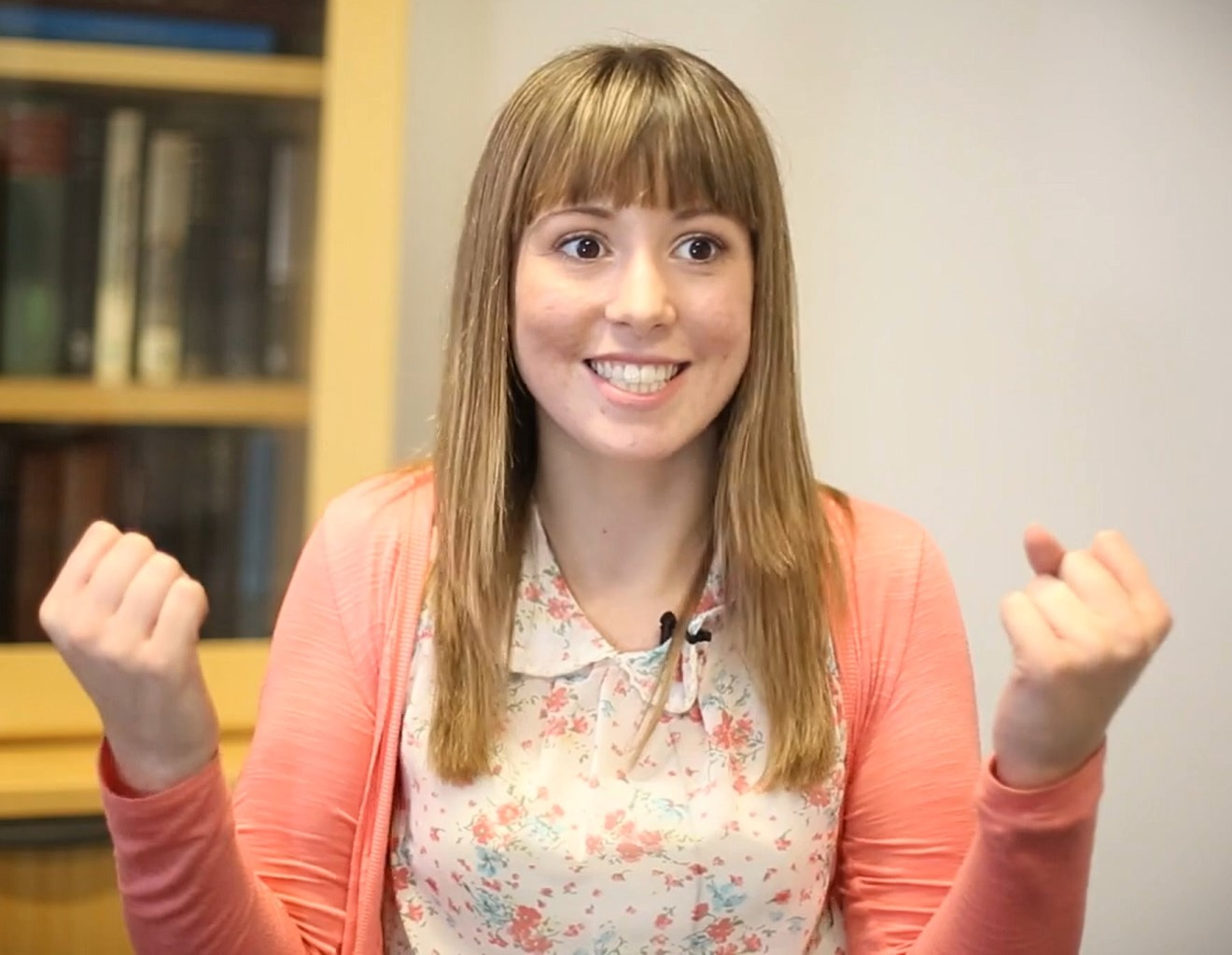
Beth Reekles (2014)

Beth Reekles (* 7. Juni 1995 in Newport, Großbritannien) ist eine britische Autorin. Sie veröffentlichte bis 2019 fünf Bücher, darunter 2013 den Roman The Kissing Booth, der 2018 verfilmt wurde.
The Kissing Booth schrieb sie mit 17 Jahren und veröffentlichte es nach und nach auf der Online-Plattform Wattpad, auf der es mehr als 19 Millionen Mal gelesen wurde. Mit 17 Jahren wurde sie vom Verlag Random House UK unter Vertrag genommen, während sie ihre Abschlussprüfungen schrieb.
Weitere Romane sind Rolling Dice, Cwtch Me If You Can, Out of Tune und die The Kissing Booth Novella The Beach House. Derzeit (2019) arbeitet sie an einer Fortsetzung von The Kissing Booth, die gleichzeitig verfilmt wird und 2020 auf Netflix erscheinen soll. Nach The Kissing Booth aus dem Jahr 2018 erschien The Kissing Booth 2 2020.
Beth Reekles studierte nach ihrem Abschluss Physik an der University of Exeter und arbeitet in der IT-Branche.
2013 wurde sie vom Time-Magazine als einer der 16 einflussreichsten Teenager ausgezeichnet und im August 2014 wurde sie von The Times als 6. unter den „Top 20 unter 25“ genannt.